# Laanousser
Laanousser oder Laanoussar (arabisch لعنوسار) ist eine etwa 9300 Einwohner zählende Landgemeinde (commune rurale) in der Provinz Sefrou in Marokko. Die Gemeinde liegt auf den bergigen Höhen des Mittleren Atlas südlich von Sefrou und gehört zur Region Fès-Meknès. Die Gemeinde Laanousser umfasst 13 kleine Dörfer: Aaouyoune snam (Aït M'Hamed, Aït Aicho, Aït Khalifa), Ait-Daoud Omoussa, Aït Chaib, Ibuaa, Taklthont, Aït Moussa, Aït Azeikom, Aït Aarfa sowie Elbarkouk und Bnima, die zum Dorf Aït Aissa Ou Lahcen gehören.

## Lage
Laanousser liegt 21 Kilometer südlich von Sefrou an der regionalen Verbindungsstraße R 503 von Fès nach Boulemane in einer Höhe von etwa 1450 m ü. d. M. Städte im Umkreis sind Sefrou im Norden (21 km Fahrtstrecke), im Nordwesten Imouzzer Kandar (31 km), im Südwesten Ifrane (42 km) und im Südosten Boulemane (55 km).

## Bevölkerung
Die Einwohner sind nahezu ausschließlich berberischer Abstammung und leben überwiegend als Selbstversorger von der eigenen Landwirtschaft. Gesprochen wird der regionale Berberdialekt und Marokkanisches Arabisch.